# Juegos Deportivos Nacionales de Mar y Playa de Colombia
Los Juegos Deportivos Nacionales de Mar y Playa de Colombia es un evento multideportivo organizado por el Ministerio del Deporte, donde participa una representación deportiva de cada departamento, Bogotá y el representativo de las Fuerzas Militares. Las justas permiten seleccionar los representantes de Colombia a los Juegos Suramericanos de Mar y Playa.
Tras la edición de 2021 se esperaba el regreso en 2025, pero las competencias fueron descontinuadas por parte del Ministerio del Deporte en marco de su recorte presupuestal.

## Historia
Los Juegos fueron creados mediante Resolución 000595 del 13 de abril de 2013 de Coldeportes, con el propósito de fortalecer los procesos de desarrollo y alta competencia en disciplinas deportivas que se practican en mar y playa a nivel nacional.

### Eventos y ediciones
Sedes de los Juegos Deportivos Nacionales de Mar y Playa
| 2013 | I edición   | Archipiélago de San Andrés, Providencia y Santa Catalina | San Andrés y Providencia |
| 2015 | II edición  | Cartagena de Indias                                      | Bolívar                  |
| 2017 | III edición | Tumaco                                                   | Nariño                   |
| 2021 | IV edición  | Golfo de Morrosquillo                                    | Córdoba y Sucre          |

## Participantes

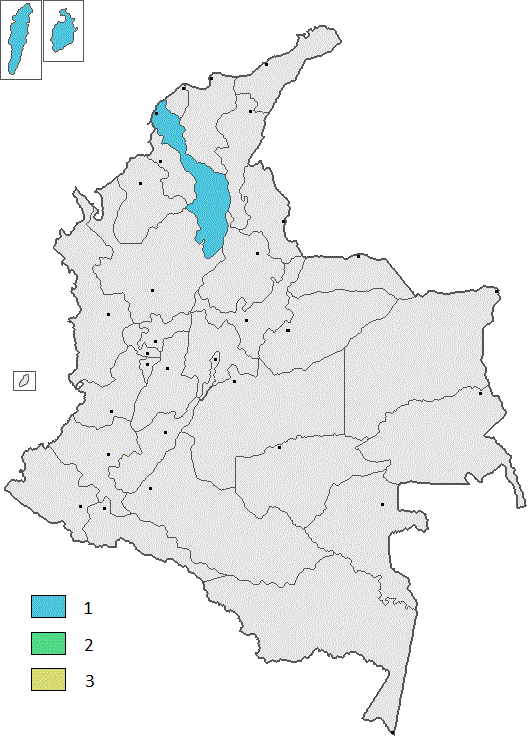
Sedes de los Juegos Deportivos Nacionales de mar y playa.

Los Juegos Deportivos Nacionales de Mar y Playa de Colombia cuentan con la participación deportiva de las delegaciones de cada departamento, Bogotá y de las Fuerzas Armadas.
Hasta la edición 2021, los únicos departamentos que no han participado son: Arauca, Caquetá, Putumayo y Vichada.
| Delegación               | 2013 | 2015 | 2017 | 2021 | Total |
| ------------------------ | ---- | ---- | ---- | ---- | ----- |
| Amazonas                 | -    | -    | X    | -    | 1     |
| Antioquia                | X    | -    | -    | X    | 2     |
| Atlántico                | X    | X    | X    | X    | 4     |
| Bogotá, D. C.            | X    | X    | X    | X    | 4     |
| Bolívar                  | X    | X    | X    | X    | 4     |
| Boyacá                   | -    | X    | -    | X    | 2     |
| Caldas                   | X    | X    | X    | X    | 4     |
| Casanare                 | -    | -    | X    | X    | 2     |
| Cauca                    | X    | X    | X    | X    | 4     |
| Cesar                    | X    | -    | X    | X    | 3     |
| Chocó                    | X    | -    | -    | X    | 2     |
| Córdoba                  | X    | X    | X    | X    | 4     |
| Cundinamarca             | X    | X    | X    | X    | 4     |
| Fuerzas Militares        | X    | X    | X    | X    | 4     |
| Guainía                  | -    | -    | -    | X    | 1     |
| Guaviare                 | X    | X    | X    | X    | 4     |
| Huila                    | X    | X    | X    | X    | 4     |
| La Guajira               | X    | X    | X    | X    | 4     |
| Magdalena                | X    | X    | -    | X    | 3     |
| Meta                     | X    | X    | -    | X    | 3     |
| Nariño                   | -    | -    | X    | -    | 1     |
| Norte de Santander       | -    | X    | -    | X    | 2     |
| Quindío                  | -    | -    | X    | X    | 2     |
| Risaralda                | X    | X    | X    | X    | 4     |
| San Andrés y Providencia | X    | X    | X    | X    | 4     |
| Santander                | X    | X    | X    | X    | 4     |
| Sucre                    | -    | -    | -    | X    | 1     |
| Tolima                   | X    | X    | -    | X    | 3     |
| Valle del Cauca          | X    | X    | X    | X    | 4     |
| Vaupés                   | -    | -    | -    | X    | 1     |

## Medallero histórico
- Actualizado a la edición 2021.

| Núm. | País                     | Oro | Plata | Bronce | Total |
| ---- | ------------------------ | --- | ----- | ------ | ----- |
| 1    | Bogotá, D. C.            | 30  | 25    | 25     | 80    |
| 2    | Valle del Cauca          | 25  | 30    | 18     | 73    |
| 3    | Bolívar                  | 18  | 15    | 11     | 44    |
| 4    | Antioquia                | 16  | 11    | 15     | 42    |
| 5    | Atlántico                | 8   | 7     | 7      | 22    |
| 6    | Cundinamarca             | 6   | 6     | 3      | 15    |
| 7    | Santander                | 6   | 5     | 13     | 24    |
| 8    | Caldas                   | 6   | 6     | 6      | 18    |
| 9    | Córdoba                  | 2   | 3     | 1      | 6     |
| 10   | Magdalena                | 2   | 0     | 0      | 2     |
| 11   | Risaralda                | 1   | 2     | 9      | 12    |
| 12   | San Andrés y Providencia | 1   | 1     | 5      | 7     |
| 13   | Cauca                    | 1   | 1     | 1      | 3     |
| 14   | Sucre                    | 0   | 3     | 1      | 4     |
| 15   | Meta                     | 0   | 2     | 1      | 3     |
| 16   | Norte de Santander       | 0   | 1     | 2      | 3     |
| 17   | Huila                    | 0   | 1     | 0      | 1     |
| 18   | Guaviare                 | 0   | 1     | 0      | 1     |
| 19   | Chocó                    | 0   | 0     | 2      | 2     |
| 20   | Quindío                  | 0   | 0     | 1      | 1     |
| 21   | La Guajira               | 0   | 0     | 1      | 1     |

## Deportes
| Deporte                    | 2013 | 2015 | 2017 | 2021 | Total |
| -------------------------- | ---- | ---- | ---- | ---- | ----- |
| Actividades subacuáticas   | X    | X    | X    | X    | 4     |
| Balonmano playa            | X    | X    | X    | X    | 4     |
| Esquí acuático             | X    | X    | X    | X    | 4     |
| Fútbol playa               | X    | X    | X    | X    | 4     |
| Motonáutica                | X    | X    | X    | X    | 4     |
| Natación en aguas abiertas | -    | -    | -    | X    | 1     |
| Rugby playa                | X    | X    | X    | X    | 4     |
| Surf                       | X    | X    | X    | X    | 4     |
| Triatlón                   | X    | X    | X    | X    | 4     |
| Ultimate                   | -    | -    | X    | X    | 2     |
| Vela                       | X    | X    | X    | X    | 4     |
| Voleibol playa             | X    | X    | X    | X    | 4     |